# Müritz-Sparkasse
Die Müritz-Sparkasse ist eine im Bereich des Altkreises Müritz tätige Sparkasse mit Sitz in Waren (Müritz). Träger der Sparkasse ist der Landkreis Mecklenburgische Seenplatte.

## Wirtschaftliche Entwicklung
|                           | 2006  | 2007  | 2008  | 2009  | 2010  | 2011  |
| ------------------------- | ----- | ----- | ----- | ----- | ----- | ----- |
| Bilanzsumme (Mio. Euro)   | 551,3 | 556,4 | 568,6 | 574,1 | 589,1 | 605,5 |
| Einlagen (Mio. Euro)      | 439,3 | 445,9 | 462,0 | 465,8 | 487,0 | 493,5 |
| Kundenkredite (Mio. Euro) | 242,6 | 244,0 | 230,9 | 231,0 | 228,2 | 246,6 |
| Mitarbeiter               | 166   | 165   | 165   | 165   | 160   | 164   |

## Struktur

### Vorstand und Verwaltungsrat
Zum zweiköpfigen Vorstand gehören Andrea Perlick (Vorstandsvorsitzende) und Gabriele Gundlach (Vorstandsmitglied). Der Verwaltungsrat besteht aus zwölf Mitgliedern. Vorsitzender ist Heiko Kärger (seit 6. Dezember 2011), seine Stellvertreter sind Günter Rhein und Wolf-Dieter Ringguth.

### Ehemalige Persönlichkeiten
- Jürgen Seidel, Verwaltungsratsvorsitzender bis 16. Oktober 2006[8]